# 高剑父

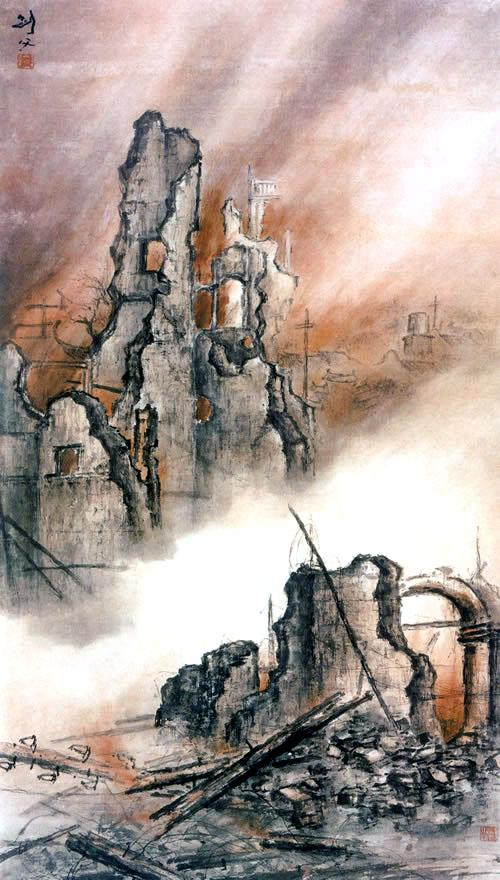
《東戰場的烈焰》，1930年代，廣州藝術博物院

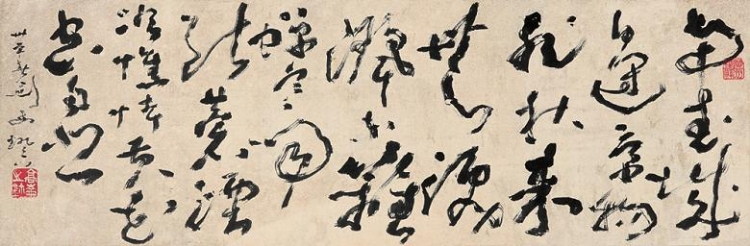
高劍父的書法作品

高剑父（1879年10月12日—1951年6月22日），名崙，字爵廷，号剑父，广东省番禺县人（今广州市番禺区南村镇员岗村），画家、教育家，同盟会会员，岭南画派的创始人之一，与胞弟高奇峰、陈树人并称“岭南三杰”。 2017年6月，廣東美術百年大展學術委員會公佈了特別評選出的廣東百年美術史上的21位廣東美術大家，其中包括高剑父、李鐵夫、何香凝、陳樹人、林風眠、趙少昂、關山月、羅工柳等。

## 生平

### 童年生活
清光绪五年（1879年）8月27日，高剑父生于广东番禺县一户中医世家，是家中的老四。高剑父在幼年便遭遇父母双亡，家道中落的巨大变故。12岁时，他已是族叔经营的药店中的一名小学徒。
1893年，他的族叔高子元向清末知名画家居廉推荐了高剑父，居廉答应免费收其为徒，高剑父开始师从居廉学习国画。1896年，高剑父拜年长近二十岁的同门伍德彝为师，并入居伍家“万松园”，从此得以遍览粤中名收藏家之藏品，开拓了眼界，“窥尽宋元各家杰作之奥秘”。

### 出外求学
1903年，高剑父於澳门入读格致书院，向法国籍传教士麦拉学习素描技巧，并萌生改革国画的想法。翌年返穗，任教于述善小學堂。1906年，在画坛已经小有名气的高剑父在广东公学等新学堂兼任图画教员。此时，他已经受到反清革命运动的思想影响，创办了《时事画报》，鼓吹革命。此时他结识了在广州担任教职的日本画家山本梅崖，山本梅崖建议其前往日本留学，并教授其日语。于是，1906年，在朋友的帮助下，28岁的高剑父只身赴日本东京美术学校学习绘画技艺。

### 革命岁月
初到日本的高剑父手头拮据，生活困难，所幸得到了廖仲恺、何香凝夫妇的资助，得以渡过难关。受他们影响，1906年7月，在日本求学的高剑父加入中国同盟会。在此期间，高剑父也先后加入白马会、水彩画会、太平洋画会等日本绘画组织，研究日本及欧洲绘画。1907年，回国将胞弟高奇峰引至日本留学。1908年，高剑父从东京美术学院毕业，学成归国，同年在广州举办“折衷东西”倾向的“新国画展”，还任广东同盟会会长。1910年，高剑父与刘思复等同盟会成员在香港组织旨在刺杀清廷大员的支那暗殺團，任副团长。
1911年初，高剑父积极参与黄花岗起义的组织策划工作和进攻两广总督署的战斗，失败后掩护黄兴潜至香港，后回到广州。两个月后，他与李沛基等在广州河南宝岗设立机关，并在他的画室秘密制造炸弹。在他策动和指挥下，暗杀队在仓前街将清广州将军鳳山炸毙。同年9月，高剑父又被任命为东路军总司令兼统领各路民军。他指挥军队，先后攻占东江、虎门。11月9日，广州易帜，高剑父表示不愿从政。其后，他带着他的两个弟弟高奇峰﹑高剑僧前往日本，研习绘画技艺。
民国初年，局势动荡，高剑父又积极参与二次革命和护法运动等革命行动。在此期间，他曾担任广东省工艺局局长，并兼任广东第一甲种工业学校校长。1914年，他在广州创办《真相画报》，阐述艺术理论，介绍革新派作品，提倡新国画，并在上海、南京、杭州等地举行画展。

### 淡出政坛
1920年以后，高剑父基本淡出政坛。孙中山病逝以后，更公开表示永不做官。其后的岁月，他潜心于国画事业，取得了非凡的成就。1921年，他在广州主办了全省第一次美术展览会，展出了一批现代国画的优秀作品，遭到古典派画家的责难。1924年，他创办春睡画院，广招门人，播诸后学，黎雄才、关山月等知名画家曾在此就读。1926年间，广州国画界在报纸上开展了新旧画派的论战，持续达两年之久。现代国画在社会上得以确立。
1931年，高剑父到印度、斯里兰卡、尼泊尔及南洋群岛等地考察，一面举办个人画展、宣讲中国美术，一面钻研波斯、埃及画作，画风及内容均有大的转变。尔后又赴欧美考察美术。其画多次参加国际展览，引起欧美画坛的重视，先后获得意大利万国博览会金奖、巴拿马及比利时万国博览会最优奖。1934年，他的作品《松风水月》被收入德国柏林普鲁士美术院的“中国绘画展览会”，并被德国政府收藏。
1937年，抗战爆发，他通过义卖筹集款项，用于抗日和赈灾。1938年，高剑父定居澳门。是年，高剑父的长子被匪徒绑架，高剑父痛失爱子，深受打击。1940年，汪精卫投靠日本。汪精卫邀请高剑父出仕，高剑父明确拒绝并公开指责汪精卫“已成奸逆、遗臭万年，虽未盖棺，亦可定论”。
抗日战争结束后，高剑父于1946年返回广州，创办南中美术院，并出任广州市立艺术学校校长。然而不久内战爆发，只得停办，避居澳门。
1951年6月22日，高剑父于澳门镜湖医院病逝，葬于澳门旧西洋坟场。1961年，迁葬香港粉岭和合石。2007年3月26日，根据高剑父的遗愿，在广州市人民政府、岭南美术馆和广州美术学院的协助下，高剑父的骨灰迁葬广东省广州市银河公墓统战园。

## 画风

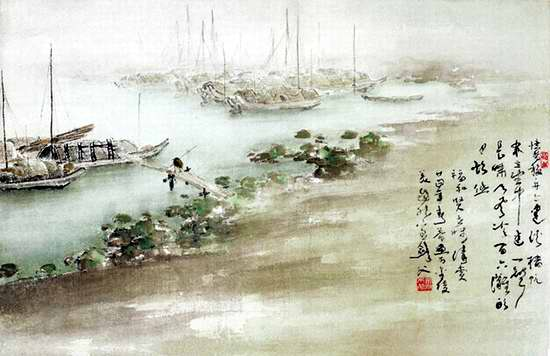
《渔港雨》，1935年，中国美术馆

高剑父是岭南画派的创始人之一。他早年师从居廉，学得居氏的“撞水撞粉”的没骨花卉画法，其特色為不勾勒形體之輪廓，雖然不比工筆畫那般精緻細膩，但仍呈現出院體畫所注重的美感，異於追求氣韻、率性自由之文人寫意畫。1906年赴日之后，开始学习日本画。期间，深受日本画家竹內栖凤、横山大观的影响，并认为中国传统国画需要进行“艺术革命”，藉此改善中國繪畫長期以來不以描繪相似形體為重、崇尚氣韻的風氣。其原因還包含此種畫法難以讓賞畫者理解畫家欲傳遞的意義，而且當時中國正處於知識分子試圖將奉行精準的科學方法引進國內，以達成救國之目標，高劍父的主張頗符合時局背景，再加上高劍父本人也有參與晚清的革命運動，時常將新國畫改革呼應政治層面的改革。他将日本画中对于环境的渲染、对光和影的明暗对比等特色融入传统国画当中，创出“折衷东西”的新画法，在当时被称为“新派画”或“折衷画”。二十世纪初十年代高剑父、高奇峰回国后，分别在上海、广州等地开馆授徒，主编《真相画报》，举办新式展览，以各种形式宣传这种新兴的国画。他的画作展出后，被“广东国画研究会”等抨击为“国画叛徒”，是“大逆不道”，认为“岭南画派是日本画、西洋水彩画，不是国画”。对此，高剑父认为“一些人硬说我们写的是日本画，其实他们不学无术，根本就不懂得近代的日本画是什么。我要告诉他们：日本画正是折衷地吸取了中国和西洋画的技法而发展起来的……。唐、宋、元、明、清历代各派画家都有长短，学者如‘定于一尊’，就会产生门户之见，抑彼扬此，阻碍了绘画艺术的创作发展，赶不上世界文化艺术日新月异的潮流……。”从留日归来到二十世纪二十年代，高氏的画风带有浓重的东洋画成分，甚至可以明显看出模仿日本画家风格的痕迹，以致有认为高剑父不过是临摹了日本的一些行画的说法。
雖然高劍父於二十世紀初自日本返回中國後，積極推廣結合西方寫實與原來傳統技巧之新國畫，但是在他留學日本的期間未曾放棄原本的畫法，還大量嘗試此類型之傳統文人式寫意花鳥繪畫，並創作出許多相當傳統的作品。不過其畫風又跟其餘寫意派畫家之風格迥異，高劍父的畫裡洋溢著金石風，亦即將書法融入繪畫當中，特別汲取刻於碑文上之筆勢，且又刻意以顫抖的運筆方式，使畫面產生飛白，凸顯斑駁之感效果，最常表現於葉片和枝幹上。當時中國與日本等地流行以吳昌碩為首的金石派繪畫風格，但高劍父並非單純模仿吳氏之畫風，而是將自己的書法風格、運筆技巧融入繪畫裡，形成獨一無二的作品。另外，高劍父也跟康有為交情匪淺，兩人在繪畫領域的觀點十分接近，除了均同意融合中西雙方之繪畫優點以外，康有為在書法上的筆法也影響了高劍父的筆跡，進而影響了其金石風格之繪畫技巧。
二十世纪二十年代后期的社会动荡，以及三十年代初的印度之行，对高剑父的画风产生了重大影响。二十世纪二十年代至五十年代是其画风的成熟期。他摒弃了二十年代初东洋画技法占主导的风格，开始有限度地回归传统。对印度佛教石窟和壁画大规模的临摹使得他开始使用大写意的方法来描绘人物。题材上则更为多样化，既有花卉鸟虫等传统题目，也不乏战争、饥荒等现实主义的题材。蔡元培将高剑父的艺术生涯分为正、反、合三个时期：“高先生自身作画之历史，本包有正、反、合三期。二十岁以前，精习国画，正也；其后，游日本，研究西洋画学，反也；其后，揭橥“折衷派”的“新国画”，于国画中吸收西洋画之特色，而兼采埃及、印度及波斯之作风以佐之，融会贯通，自成一家。”

## 理论与作品
作为“岭南画派”的创始人之一，高剑父一贯提倡“国画革命”，主张“折衷中外，融合古今”，他认为“我之艺术思想、手段，不是要打倒古人，推翻古人，消灭古人；是欲取古人之长，舍古人之短，所谓师长舍短，弃其不合现代的、不合理的东西。是以历史的遗传与世界现代学术合一之研究，更吸收各国古今绘画之特长，作为自己之营养，使成为自己之血肉，造成我国现代绘画之新生命。”“择（中西绘画）两途之极端，合炉而冶，折而衷之，以我国之古笔，写西洋之新意，……而成一有笔墨气韵之洋画，即有形似、远近之中国画。”。作为“新画派”的倡导者，高剑父也强调对传统国画的注重，他提出“作画要在不可泥古，亦不可离古。一家法自应要变，须幅幅能变，方谓之能画。”并教导学生“学我者死，似我者俗”。
然而，高剑父的艺术主张并没有转化为严格的艺术理论，直到二十世纪六十年代，才由他的弟子，第二代的岭南画派画家关山月、方人定和黎雄才确立了明确的理论纲领。

高剑父的代表作有《东战场的烈焰》、《松风水月图》、《雷峰夕照》、《恒河落日》、《秋鹰图》等等。
其他則例如《蚱蜢凌霄》、《雨後芙蓉》、《芍藥》、《蜻蜓蘆葦》、《翠羽寒禽》、《秋菊》、《老松》、《墨蘭》、《書法菊花合璧立軸》（與康有為之書法題字一同裝裱）等，書法作品則有《過印度洋五言詩書法》等。

## 評價
2017年6月，廣東美術百年大展學術委員會公佈了特別評選出的廣東百年美術史上的21位廣東美術大家，其中包括高剑父、李鐵夫、何香凝、陳樹人、高奇峰、林風眠、趙少昂、關山月、羅工柳等。